# 마리온 마틴

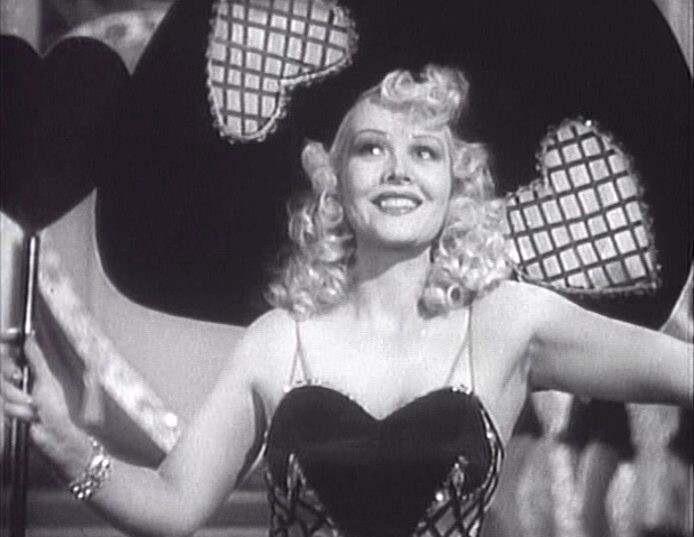

마리온 마틴(Marion Martin, 1909년 6월 7일 ~ 1985년 8월 13일)는 미국의 배우, 연극 배우, 영화배우이다.
필라델피아에서 태어났으며 샌타모니카에서 사망하였다.

## 영화
- 겁쟁이는 무릎을 꿇는다 (2003년)
- 오, 아름다운 인형 (1949년)
- 마이 드림 이즈 유어스 (1949년)
- 스테이트 오브 더 유니온 (1948년)
- 이디 워즈 어 레이디 (1945년)
- 애보트와 코스텔로 (1945년)
- 아이리쉬 아이스 알 스마일링 (1944년)
- 내일 일어날 일 (1944년)
- 벌레스크의 여인 (1943년)
- 데이 갓 위 컨버드 (1943년)
- 스타 스팽글드 리듬 (1942년)
- 운명의 향연 (1942년)
- 빅 스토어 (1941년)
- 붐 타운 (1940년)
- 그의 연인 프라이데이 (1940년)
- 철가면 (1939년)